# Tully (Francja)
Tully – miejscowość i gmina we Francji, w regionie Hauts-de-France, w departamencie Somma.
Według danych na rok 2011 gminę zamieszkiwało 608 osób, a gęstość zaludnienia wynosiła 323 osoby/km² (wśród 2293 gmin Pikardii Tully plasuje się na 410. miejscu pod względem liczby ludności, natomiast pod względem powierzchni na miejscu 1128.).